# Copelatus stygis
Copelatus stygis är en skalbaggsart som beskrevs av Guignot 1958. Copelatus stygis ingår i släktet Copelatus och familjen dykare. Inga underarter finns listade i Catalogue of Life.